# Wilhelm Haller (Maler)
Wilhelm Haller (* 28. Mai 1873 in Freiburg im Breisgau; † 11. Januar 1950 ebenda) war ein deutscher Maler.

## Leben

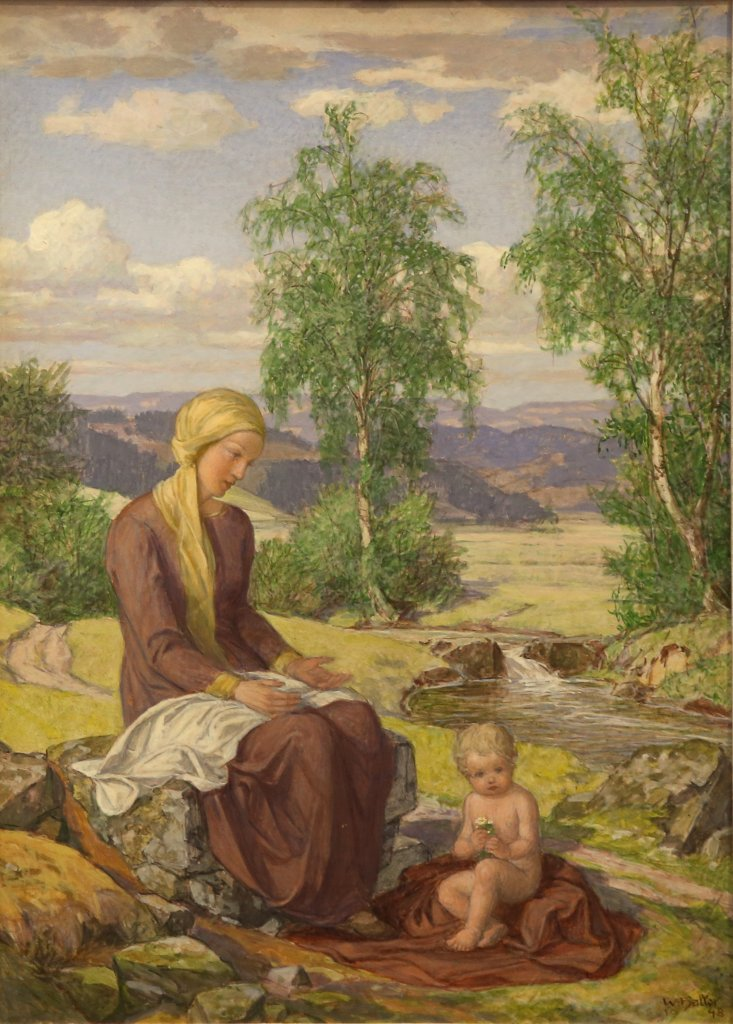
Mutter mit Kind am Ufer eines Baches, 1948

Der Sohn des Dekorationsmalers Konrad Haller besuchte in Freiburg die Volksschule und das Berthold-Gymnasium, an dem er 1892 Abitur machte. Anfangs studierte er nach dem Abitur Staatswissenschaften an der Universität Freiburg, widmete sich aber ab 1897 ganz der Malerei, womit er sich schon in Kindheit und Jugend stark beschäftigt hatte. 1932 erhielt er den Badischen Staatspreis, 1933 veranstaltete der Kunstverein Freiburg eine Ausstellung zu seinem 60. Geburtstag.